# Portikus (Ausstellungshalle)

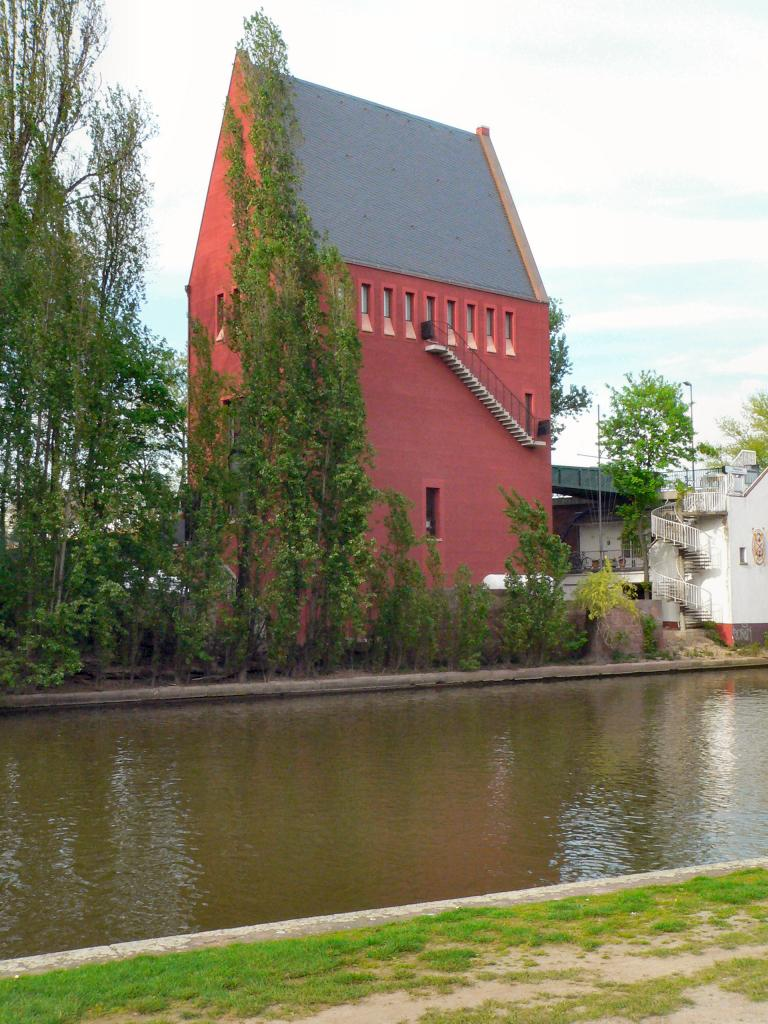
Portikus auf der Maininsel, Südseite (2006)

Der  Portikus ist eine Ausstellungsinstitution für zeitgenössische Kunst in Frankfurt am Main und gilt durch sein international renommiertes Programm als eins der wichtigsten Häuser für zeitgenössische Kunst. Er wurde 1987 in einem Containerraum hinter dem klassizistischen Säulenfrontispiz der Alten Stadtbibliothek eröffnet und befindet sich seit 2006 auf der Maininsel an der Alten Brücke. Neben aktuellen Arbeiten von international bekannten Künstlern werden auch zunehmend Positionen junger Künstler gezeigt. Der Portikus ist seit seiner Gründung im Jahre 1987 wesentlicher Bestandteil der Städelschule und trägt zur Bereicherung des Lehrplans und der internationalen Reputation der Schule bei. Von Oktober 2014 bis Ende 2017 war Fabian Schöneich Kurator des Portikus, ihm folgte Christina Lehnert, die zuletzt den Braunschweiger Kunstverein leitete. 2022 haben Liberty Adrien und Carina Bukuts die Leitung übernommen. Seit Juni 2025 ist Carina Bukuts alleinige Kuratorin des Portikus. 

## Geschichte
Der Portikus erhielt seinen Namen nach der Säulenvorhalle der klassizistischen Stadtbibliothek, die im Zweiten Weltkrieg bei den Luftangriffen auf Frankfurt am Main im März 1944 durch Fliegerbomben weitgehend zerstört wurde. Lediglich ihre Portikus mit ihrem von sechs korinthischen Säulen getragenen Giebel blieb stehen. Die Ruine wurde 1958 baulich gesichert und als Mahnmal unter Denkmalschutz gestellt.
1987 wurde Kasper König zum Rektor der Städelschule berufen. Seine Bedingung war unter anderen, über eine unabhängige Ausstellungshalle verfügen zu können. Nach nur viermonatiger Bauzeit wurde die von den Architekten Marie-Theres Deutsch und Klaus Dreißigacker geplante Halle in Containerbauweise hinter der Portikus auf den Überresten der Stadtbibliothek errichtet.
Das Gebäude spielte durch eine Ummantelung mit hellgrau gestrichenen Falzblechen auf eine anonyme Industriehalle an, vermied aber innen und außen jeden Eindruck von Improvisiertheit. Der fensterlose Innenraum mit einer Grundfläche von acht mal sechzehn Metern, einer Höhe von fünf Metern und einer gerasterten Decke mit Oberlicht galt als ein kompromiss- und schnörkelloser „White Cube“. Links und rechts des Hauptgebäudes waren Funktionsräume aus gestapelten Schiffscontainern angeschlossen. Die Kunsthalle Portikus wurde zur Buchmesse im Oktober 1987 eingeweiht, die erste Ausstellung galt dem Schweizer Künstler Dieter Roth.
2000 wurde Daniel Birnbaum als Rektor der Städelschule auch Leiter der Ausstellungshalle. 2003 beschloss die Stadt, die Alte Stadtbibliothek zu rekonstruieren, um dort das Literaturhaus Frankfurt unterzubringen. Für die Ausstellungsinstitution Portikus wurde als neues Domizil ein von dem Frankfurter Architekten Christoph Mäckler geplanter und von der Stiftung Giersch finanzierter Neubau auf der Maininsel bestimmt. Während der Bauphase ab Sommer 2003 zog die Ausstellungshalle vorübergehend in das Leinwandhaus. Das Erdgeschoss des gotischen Baus in der Frankfurter Altstadt wurde durch Tobias Rehberger mit Kisten- und Plattformelementen modifiziert. Durch sein Raumkonzept konnten Ausstellungsraum, Büro, Buchladen und Lagerräume auf einer Ebene realisiert werden. 

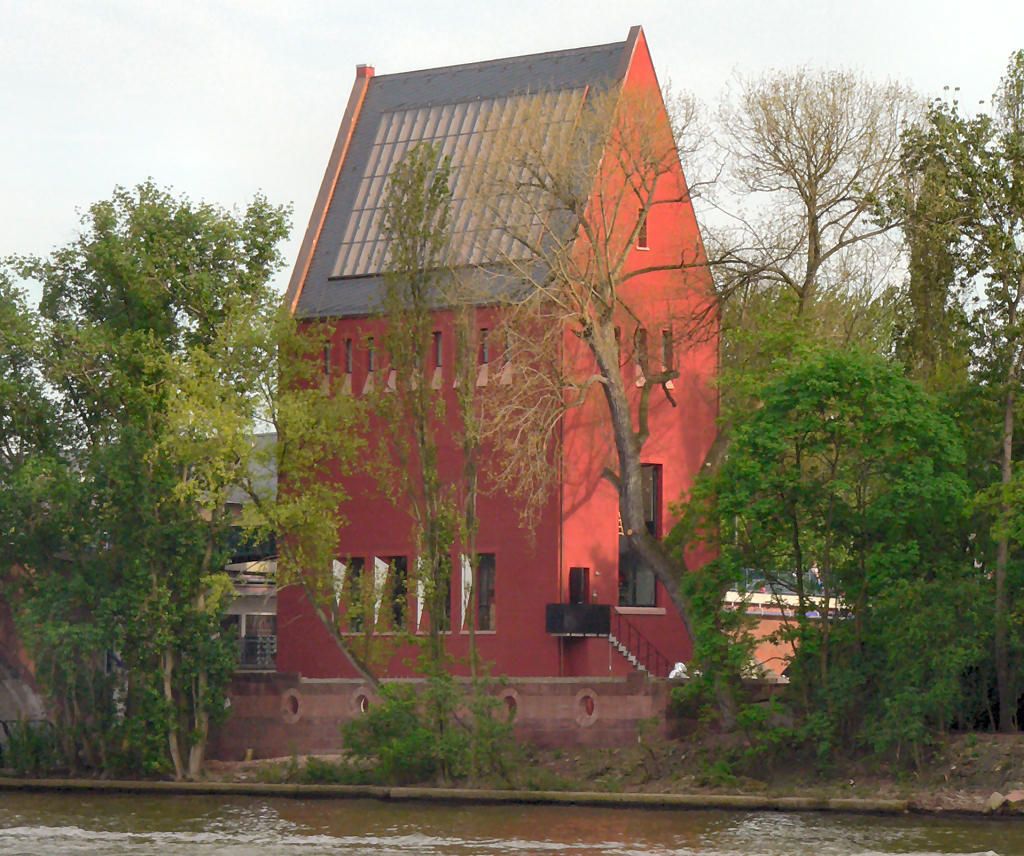
Portikus (2006)

## Neues Gebäude
Am 5. Mai 2006 zog die Ausstellungshalle in das inzwischen fertiggestellte Gebäude auf der Maininsel. Bereits im April wurde eine von Ólafur Elíasson entworfene Lichtinstallation unter dem Glasdach eingerichtet, die durch die nördliche, verglaste Dachseite nach Einbruch der Dämmerung sichtbar wird. In den folgenden beiden Jahren wurden 12 Lichtinstallationen gezeigt. Der Innenraum wurde erstmals ab 5. Mai 2006 mit einer Ausstellung der slowenischen Künstlerin Marjetica Potrc und des argentinischen Künstlers Tomas Saraceno bespielt.

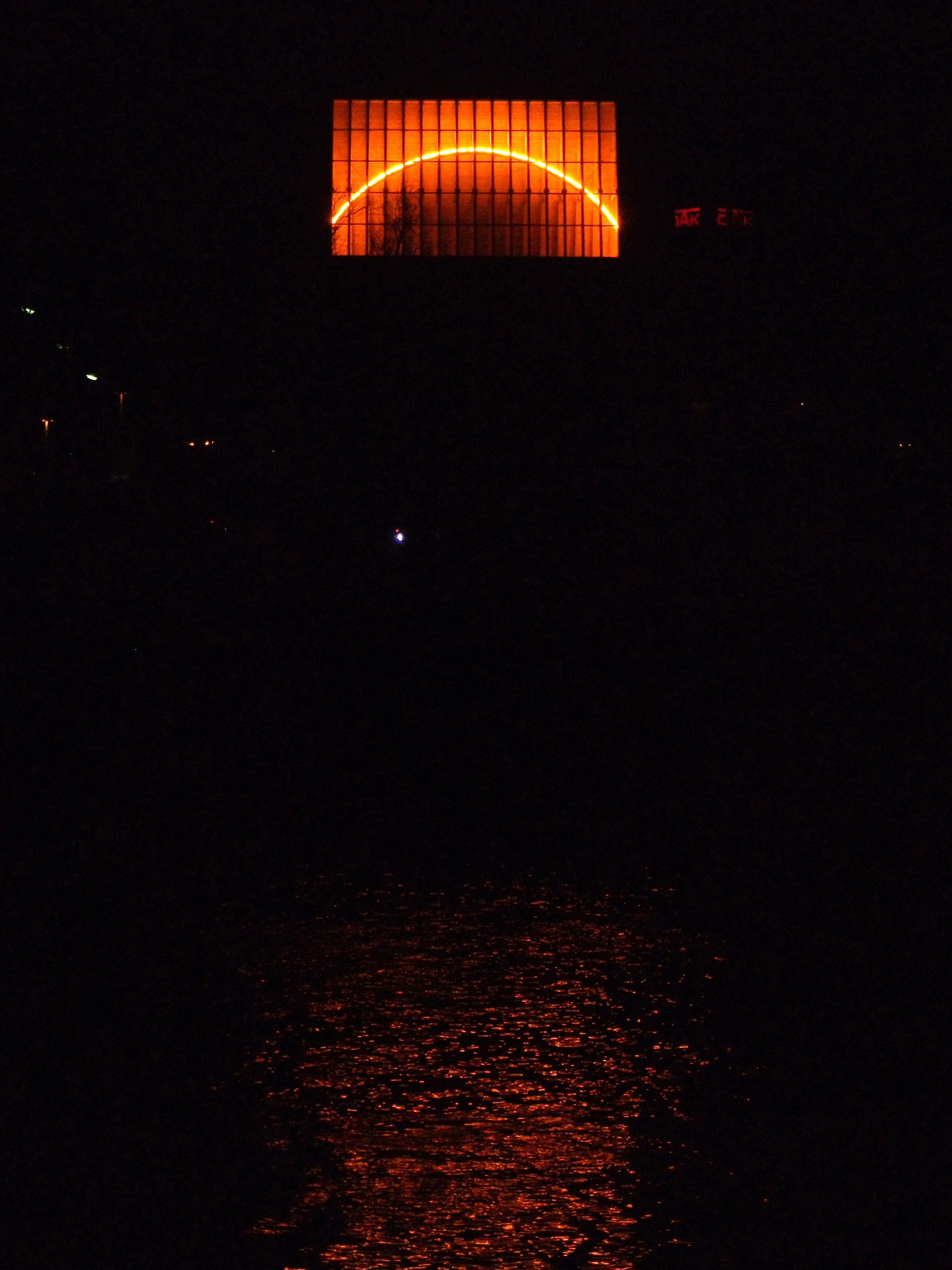
Lichtinstallation von Ólafur Elíasson, Portikus, Frankfurt am Main

## Ausgewählte Ausstellungen
Ausstellungshalle Portikus, Schöne Aussicht:
- 1987: #1 Dieter Roth: Publiziertes und Unpubliziertes
- 1987: #2 Anna und Bernhard Blume: Trautes Heim
- 1988: #3A Thomas Struth: Unbewusste Orte
- 1988: #3B Siah Armajani: Sacco und Vanzetti Leseraum
- 1988: #4 Erik Wladimirowitsch Bulatow: Bilder von 1967 bis 1987
- 1988: #5 Niele Toroni: Untitled
- 1988: #6A Franz West: Schöne Aussicht
- 1989: #14A Gerhard Richter: Drei Bilder
- 1989: #14B Gerhard Richter: 18. Oktober 1977
- 1989: #17 Lawrence Weiner: Bücher
- 1989: #18 Hans-Peter Feldmann: Untitled
- 1989: #21 Hanne Darboven: Quartett >88<
- 1990: #22 Thomas Bayrle: Autobahn-Kopf
- 1990: #31 Bruce Nauman: Ok Ok Ok
- 1991: #34 Christian Boltanski: Untitled
- 1991: #37 Claes Oldenburg: Multiples 1964–1990
- 1992: #38 Mike Kelley: Alma Pater [Wolverine Den]
- 1992: #45 Isa Genzken: Jeder braucht mindestens ein Fenster
- 1994: #57 Sigmar Polke: Laterna Magica
- 1995: #68 Wolfgang Tillmans: Untitled
- 1995: #70 Marlene Dumas: Models
- 1997: #77 Bazon Brock: Mediatoren Radikatoren Kybernauten
- 1997: #79 Steve McQueen
- 1997: #80 Matthew Barney: Cremaster 5
- 1998: #90 Daniel Buren: Farbtransparenz
- 1999: #91 Gabriel Orozco: Chacahua
- 2000: #99 Manfred Pernice: 1a – Dosenfeld'00
- 2001: #105 Michael Elmgreen & Ingar Dragset: Powerless Structures, Fig 111
- 2001: #106 Rirkrit Tiravanija: Untitled
- 2001: #108 Jason Rhoades: Costner Complex (Perfect Process)
- 2002: #111 Philippe Parreno: El Sueño De Una Cosa
- 2002: #112 Gilbert & George: Nine Dark Pictures
- 2002: #113 Simon Starling: Kakteenhaus

Ausstellungen im Leinwandhaus:
- 2002: #119 Tobias Rehberger-Ólafur Elíasson-Louise Lawler „Portikus“ im Leinwandhaus
- 2003: #120 Bas Jan Ader: 1970–1974
- 2005: #139 Mark Leckey: Gorgeousness & Gorgeosity

Ausstellungen im Portikus, Maininsel:
- 2006: #140A Marjetica Potrč, Tomas Saraceno: Personal States / Infinite Actives
- 2006: #140B Ólafur Elíasson: Light Lab, 2006/2007
- 2006: #142 Francis Alÿs: A Story of Deception
- 2006: #143 Paul Chan: Untitled
- 2007: #145 John Baldessari: Eden: Adam and Eve (with Ear and Nose) Plus Serpent.
- 2007: #146 Judith Hopf & Henrik Olesen: Türen
- 2008: #154 Martha Rosler: Location, Location, Location
- 2008: #155 Wade Guyton: Untitled
- 2008: #156 Frances Stark: The New Vision
- 2009: #163 Rachel Harrison: Haycation
- 2010: #165 Trisha Donnelly: Untitled
- 2010: #166 Jimmie Durham: Rocks Encouraged
- 2010: #168 Faivovich & Goldberg, Meteorit El Taco
- 2010/2011: #169 Sergej Jensen: Dog Show Painting Show
- 2011: #170 Matthew Brannon: A Question Answered with a Quote[6]
- 2012: #176 Nora Schultz: Portikus Printing Plant and Portikus Sounds
- 2012: #177 Michael Stevenson: A life of crudity, vulgarity and blindness
- 2012: #178 Latifa Echakhch: Die Vögel
- 2012: #179 Jack Smith: Hamlet – Mis-en-scene
- 2013: #180 Carsten Nicolai und Rainer Römer: Aleph-1
- 2013: #181 Lutz Bacher: Snow
- 2013: #182 John Knight: Untitled
- 2013: #183 Anne Imhof: Parade
- 2013: #184 – : Capacete
- 2013: #185 Michel Auder: Selected Works
- 2013: #186 Amelie von Wulffen: Am kühlen Tisch
- 2014: #187 Mike Bouchet & Paul McCarthy: Powered A-Hole Spanish Donkey Sport Dick Drink Donkey Dong Dongs Sunscreen Model
- 2014: #188 John Latham & Neal White: God is Great (10-19)
- 2014: #189 Simon Denny: New Management
- 2014: #190 Lucy Raven: Curtains
- 2014: #191 Elif Erkan: Konzentration der Kräfte
- 2015: #192 Hassan Khan: Konzert: Taraban
- 2015: #193 Meyer Vaisman: In History – In Future – Meyer Vaisman – Meir Ben David – 5774
- 2015: #194 Zin Taylor: Stripes and Dots on the Isle of Portikus
- 2015: #195 Minouk Lim: United Paradox
- 2015: #196 Otobong Nkanga: Crumbling Through Powdery Air
- 2015: #197 Ade Darmawan: Magic Centre
- 2015: #198 Jana Euler: In it.
- 2016: #199 Lawrence Abu Hamdan: Earshot.
- 2016: #200 Shahryar Nashat: Model Malady.
- 2016: #201 Amy Sillman: the ALL-OVER.
- 2016: #202 Jos de Gruyter & Harald Thys: Untitled
- 2016/2017: #203 House of Commons. A Constantly Changing Exhibition Presenting Art Works, Talks, Screenings, and Performances.[7]
- 2018: #211 Candice Lin A Hard White Body, a Soft White Wor
- 2018: #212 Georgia Sagri Georgia Sagri and I
- 2018: #213 Arin Rungjang Bengawan Solo
- 2018: #214 Thea Djordjadze o potio n.
- 2018: #215 Leo Asemota und Nástio Mosquito #215
- 2019: #216 Tala Madani Oven Light
- 2019: #217 Dawn Kasper The Wolf and The Head on Fire
- 2019: #218 Alia Farid In Lieu of What Was
- 2019: #219 Frida Orupabo the mouth and the truth
- 2019/2020: #220 John Torres & Shireen Seno Cloudy with a Chance of Coconuts
- 2020: #221 Laura Langer Liberty
- 2020: #222 Hajra Waheed HUM
- 2020: #223 L'Esprit—Absolventenausstellung 2020 Absolvent*innen der Städelschule / Graduates of Städelschule
- 2021: #224 Willem de Rooij Pierre Verger in Suriname
- 2021: #225 Pope.L Misconceptions
- 2021: #226A Lydia Ourahmane Survival in the afterlife
- 2022: #226B Joe Namy Disguise as Dancefloor
- 2022: #227 Jochen Lempert –
- 2022: #228 Asad Raza Diversion
- 2022: #229 MAIO HOW(EVER) – Portikus Art Book Festival
- 2022/2023: #230 Ximena Garrido-Lecca Inflorescence
- 2023: #231 Lap-See Lam Tales of the Altersea
- 2023: #232 Assembly James Gregory Atkinson, Thomas Bayrle, Ayşe Erkmen, Slavs and Tatars, Sung Tieu
- 2023: #233 Simone Fattal The Manifestations of the Voyage
- 2023: #234 Saša J. Mächtig HOW(EVER) – Portikus Art Book Festival
- 2024: #235 Let Us Believe in the Beginning of the Cold Season Cana Bilir-Meier, Sky Hopinka, Derek Jarman, Alexander Kluge, Sarah Maldoror, Trinh T. Minh-ha, Luiz Roque, Maryam Tafakory, Cecilia Vicuña
- 2024 #236 Philippe Thomas art history in search of characters…
- 2024 #237 Tarik Kiswanson A Century
- 2024 #238 Nathalie Du Pasquier HOW(EVER) – Portikus Art Book Festival
- 2024 #239 Adrian Piper Who, Me?
- 2025: #240 Julian Irlinger The Curtain of Time
- 2025: #241 What Are You Thinking? Pablo Accinelli, Jason Dodge, Florence Jung, Laura Lamiel, Lucia Nogueira, Laurie Parsons, Bill Walton

## Leitung
Ehemalige Direktoren:
- Kasper König (1987–2001)
- Daniel Birnbaum (2001–2010)
- Nikolaus Hirsch (2010–2014),
- Philippe Pirotte (2014–2020),
- Yasmil Raymond (2020–2024)

Ehemalige Kuratoren:
- Ulrich Wilmes (1988–1991)
- Martin Hentschel (1991–1993)
- Brigitte Kölle (1994–1997)
- Angelika Nollert (1998–2000)
- Jochen Volz (2001–2004)
- Nikola Dietrich (2004–2007)
- Melanie Ohnemus (2007–2010)
- Sophie von Olfers (2010–2014)
- Fabian Schöneich (2014–2018)
- Christina Lehnert (2018–2022)
- Liberty Adrien (2022–2025, Juni)

## Galerie

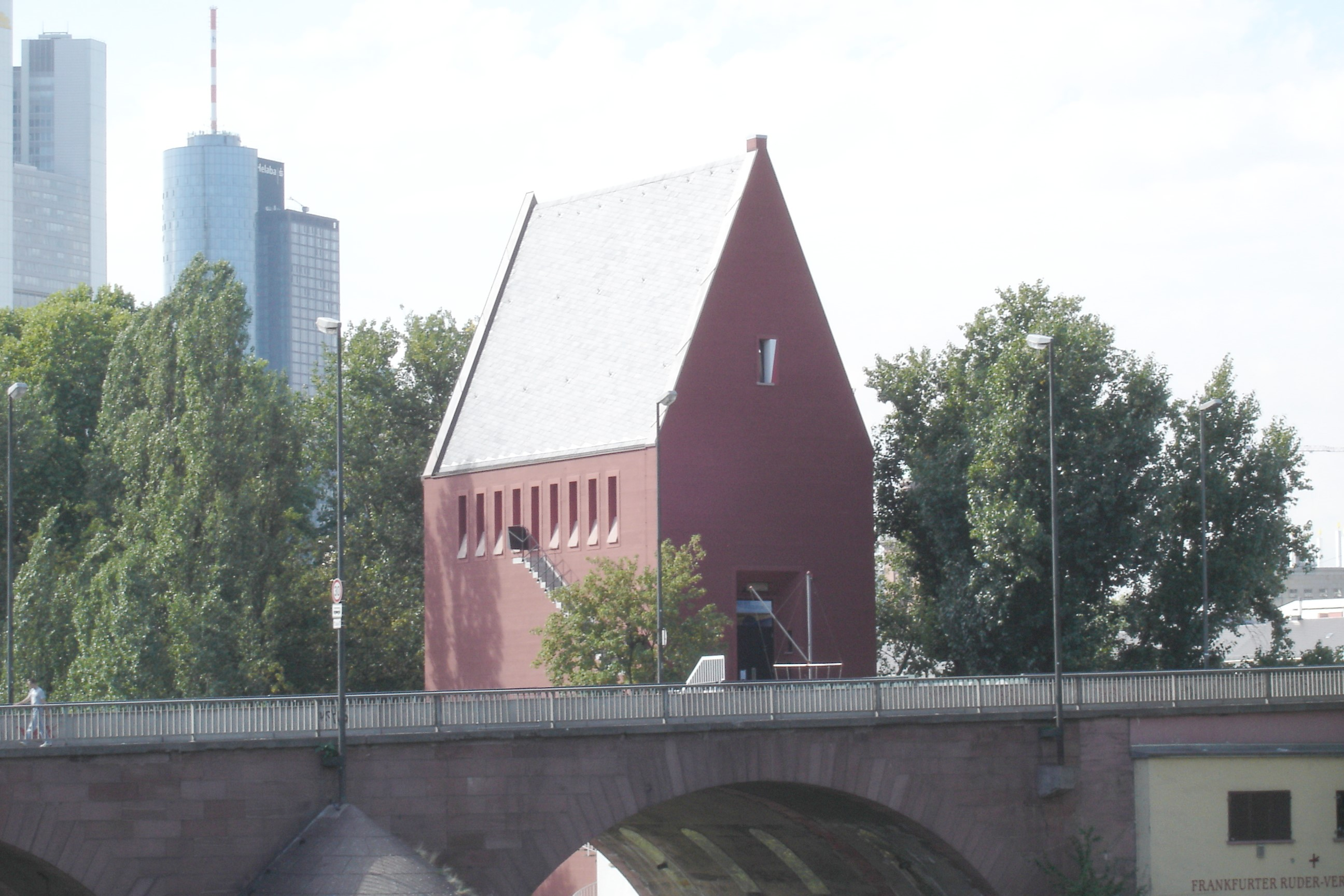
Eingangsseite
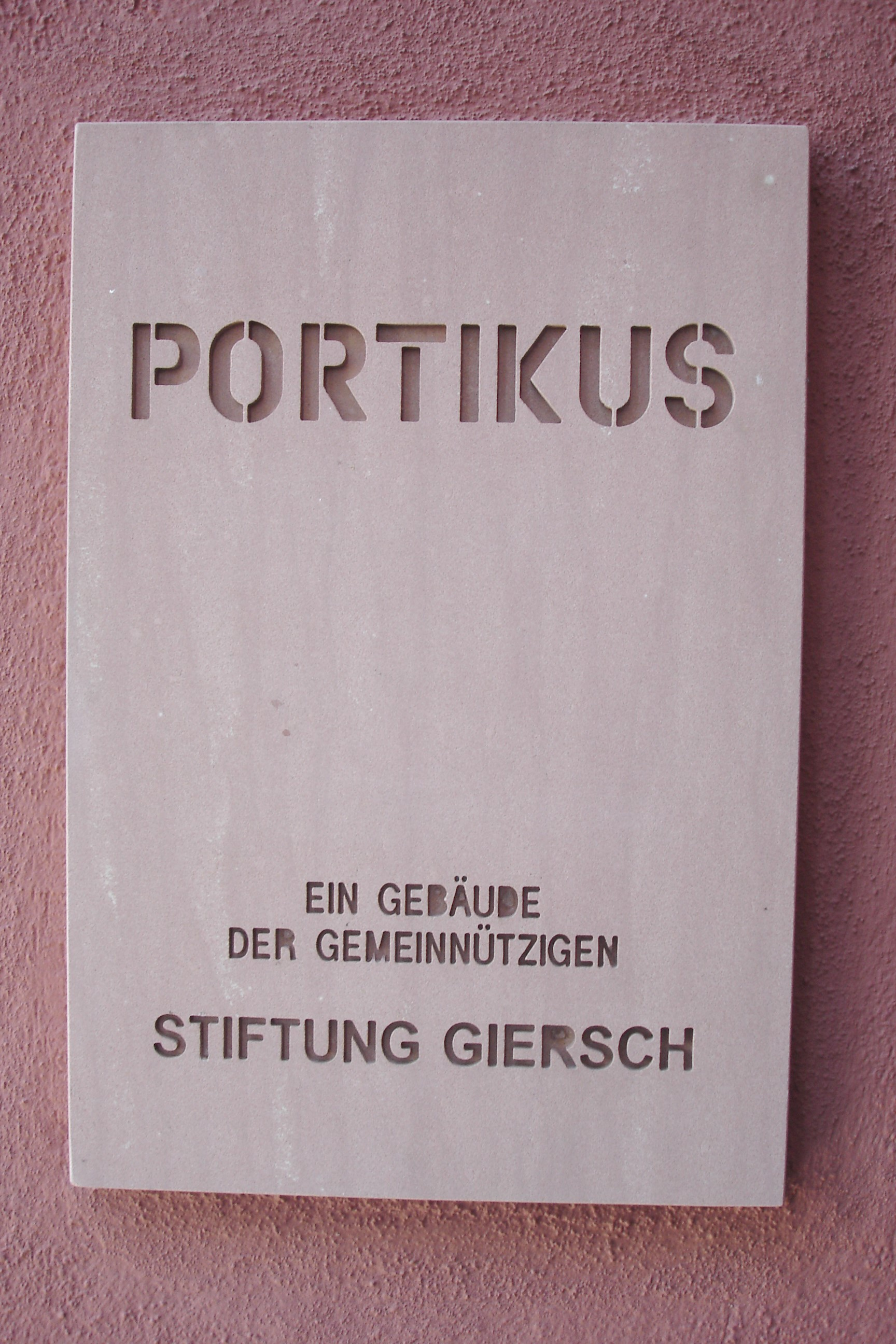
Eingangstafel
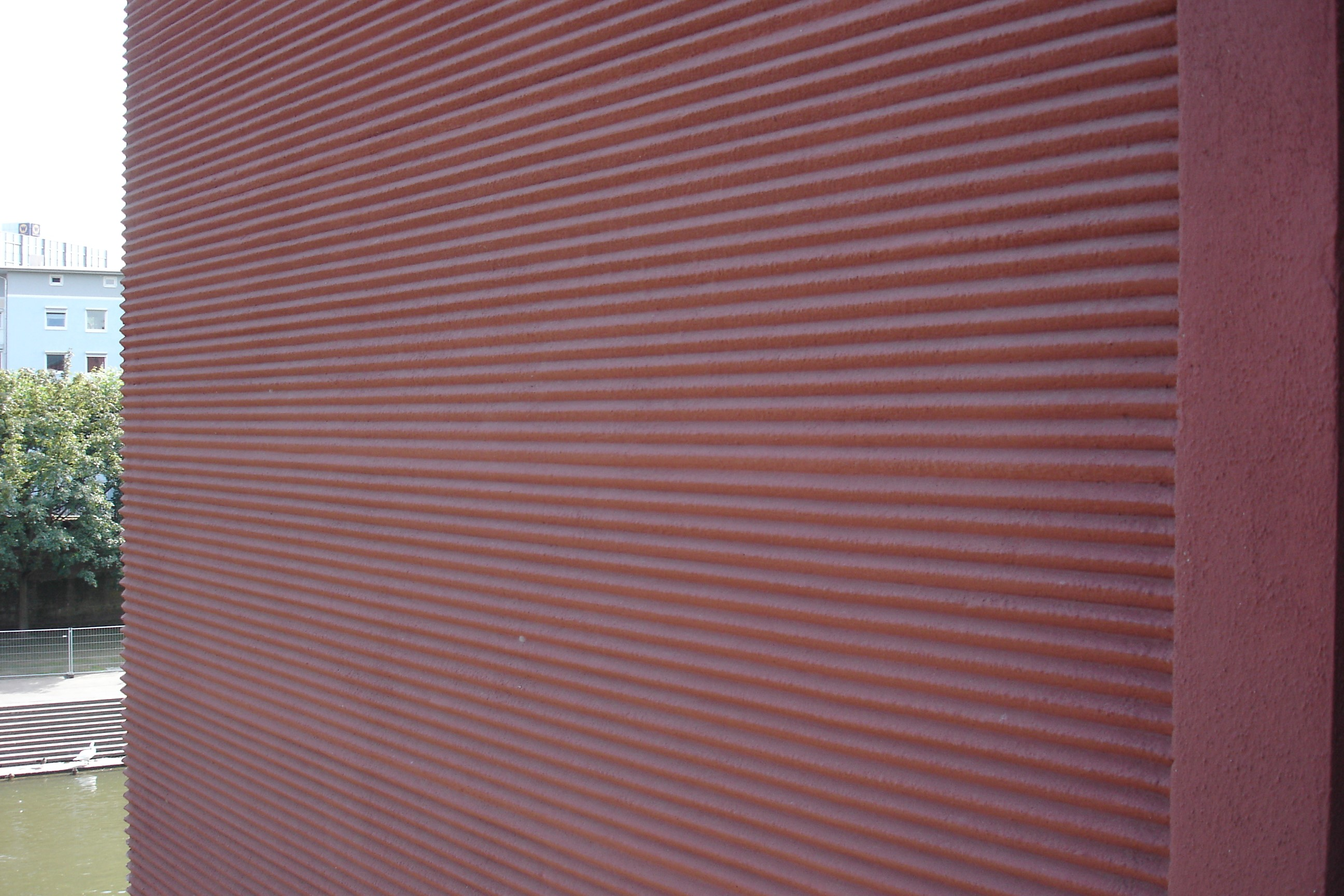
Putzstrukturdetails